# راک اند رول
راک اَند رول یا راک اِن رول (به انگلیسی: Rock & Roll یا Rock 'N' Roll) زیر سبکی از موسیقی راک است که در ایالات متحده و در اواخر دهه ۱۹۴۰ و اوایل دهه ۱۹۵۰ آغاز شد و تکامل یافت و برگرفته از سبک‌های موسیقی آمریکایی‌های آفریقایی‌تبار مثل گاسپل، جامپ بلوز، جاز، بوگی ووگی، ریتم اند بلوز همراه با موسیقی کانتری است. در حالی که عناصری از راک اند رول را در ضبط‌های بلوز از دهه۱۹۲۰ و در ضبط‌های کانتری از دهه ۱۹۳۰، می‌توان شنید اما تا سال ۱۹۵۴ این سبک موسیقی هیچ‌گونه اسمی را به دست نیاورده بود. در ادامه با آغاز موسیقی راک و اکنون نام راک اند رول بیشتر برای اشاره به همان صورت آغازین آن یعنی موسیقی دهه ۱۹۵۰ و اوایل ۱۹۶۰ (تقریباً قبل از ظهور بیتلز) به‌کار می‌رود. از کسانی که این نوع موسیقی را بنا نهادند می‌توان از الویس پریسلی، ملقب به سلطان راک اند رول، و بادی هالی نام برد.

## پیش زمینه
راک اند رول در اواخر دهه ۱۹۴۰ میلادی و اوایل دهه ۱۹۵۰ میلادی در ایالات متحده ایجاد شد و به سرعت در بسیاری از نقاط جهان گسترش یافت. خاستگاه راک اند رول از هم آمیختن چند سبک موسیقی مختلف آن زمان به مانند ریتم اند بلوز، موسیقی گاسپل و کانتری به وجود آمده بود. بحث پیرامون اینکه «نخستین ترانه راک اند رول» کدام است، همچنان ادامه دارد. تاریخدانان موسیقی چندین ترانه گوناگون را به نام اولین ترانه راک اند رول نام می‌برند. «چیزهای عجیبی که هر روز اتفاق می‌افتد» از خواهر روزتا تارپ (۱۹۴۴)، «همه چیز درست است» از آرتور کروداپ (۱۹۴۶)، «خانه نورهای آبی» از الا مای مورس و فردی اسلک (۱۹۴۶)، «امشب ترکوندیم» از «وینونی هریس» (۱۹۴۸)، «راک در زندان» از «جیمی پرستون» (۱۹۴۹) که بعدها توسط گروه «بیل هیلی و هیز کامتز» در سال ۱۹۵۲ بازخوانی شد و «راکت ۸۸» از «جکی برنستون و دلتا کت» (۱۹۵۱) را می‌توان نام برد.
سال ۱۹۵۱ در کلیولندِ اوهایو، الن فرد شروع به پخش موسیقی ریتم اند بلوز برای مخاطبان خود کرد و او بود که برای نخستین بار از گزاره «راک اند رول» استفاده کرد. چهار سال بعد در سال ۱۹۵۴ ترانه بیل هیلی «راک سرجاشِ» به نخستین ترانه راک اند رولی تبدیل شد که در صدر جدول فروش و پخش نشریه بیلبورد قرار گرفت. از دیگر هنرمندانی که ترانه آن‌ها در همان سال‌ها وارد بیلبورد شدند می‌توان چاک بری، بو دیدلی، فتز دومینو، لیتل ریچارد، جری لی لوئیس و جین وینسنت را نام برد. راک اند رول با شتابی بالا توانست به پرهوادارترین سبک موسیقی در ایالات متحده تبدیل شود. خواننده‌های پاپ سنتی به مانند ادی فیشر، پری کومو و پتی پیج که در دهه گذشته در قله‌های موسیقی همه پسند قرار داشتند، به سرعت این جایگاه خود را از دست دادند. 

## اوج و افول راک اند رول در آمریکای شمالی
راک اند رول آمیزه ای از سبک‌های کانتری، بلوز و ریتم اند بلوز است. در دهه ۱۹۵۰ میلادی سبک کانتری توسط خوانندگانی مانند کارل پرکینز، جری لی لویز، بادی هالی و الویس پریسلی که پرفروشترین خواننده راک تمام دوران است، وارد راک اند رول شد. راک اند رول در همان سال‌ها نخستین به آمریکای لاتین راه پیدا کرد که در نهایت دو سبک جدید راک لاتین و راک چیکانو را در ایالات متحده درست کرد. در جنوب غربی ایلات متحدهریچی والنز، آل هورکین به همراه برادراش تینی موری و بیبی گابی شروع به ترکیب راک اند رول با موسیقی کانتری و موسیقی لاتین کردند. این موسیقیدانان پایه‌های زیر سبک کانتری راک را بنا گذاشتند که در دهه ۶۰ میلادی این زیر سبک به محبوبیت زیادی دست پیدا کرد. در نیمه دوم دهه ۱۹۵۰ گیتار برقی محبوبیت بالایی پیدا کرد و همچنین سبک گیتار زنی به مانند راک اند رول توسط نوازندگانی به مانند چاک بری، لینک ری و اسکاتی مور پیشرفت بسیاری کرد. استفاده از فاز توسط نوازندگانی به مانند جونیور برنارد، الدون شمبلین در نیمه دوم دهه ۵۰ میلادی گسترش یافت. پاور کورد که توسط فرانسیسکو تارگا و هیتور ویلالوبس در قرن ۱۹ ام میلادی مورد استفاده قرار می‌گرفت، در نیمه نخست دهه ۵۰ میلادی توسط ویلی جانسون و پت هِر و در پایان دهه ۵۰ میلادی توسط لینک وِری وارد راک اند رول شد.
تاریخ نگاران موسیقی آمریکا باورمند به این اند که راک اند رول را در اواخر دهه ۵۰ میلادی و اوایل دهه ۱۹۶۰ میلادی محبوبیت خود را از دست داد. در سال ۱۹۵۹ با مرگ بادی هالی، بیگ باپر و ریچی والنز در یک سانحه هوایی، اعزام الویس پرسلی به ارتش آمریکا برای سربازی، کناره‌گیری لیتل ریچارد از موسیقی برای تبدیل شدن به یک کشیش، دستگیری جری لی لوئیس و چاک بری توسط پلیس و همچنین رسوایی پایولا (اسنادی که نشان دهنده این بود که چهره‌های اصلی رادیو در ایالات متحده مانند اَلِن فِرد رشوه می‌گرفتند تا ترانه‌ها و خواننده‌های خاصی را تبلیغ کنند) نشان دهنده پایان راک اند رول در ایالات متحده بود.

## گسترش در جهان
راک اند رول به سرعت از خاستگاه خود در ایالات متحده گسترش پیدا کرد که این روند با آمریکایی سازی که در سطح جهانی پس از جنگ جهانی دوم در حال گسترش بود، همراه شد. کلیف ریچارد یکی از اولین آهنگ‌های راک اند رول خارج از آمریکای شمالی با آهنگ «بلرزونش» (۱۹۵۹) را در انگلیس خواند که سرآغار گسترش و تبدیل راک اند رول به موسیقی راک بود. خوانندگان بریتانیایی مانند تامی استیل، با بازخوانی ترانه‌های راک اند رول آمریکایی قبل از اینکه آهنگ‌ها در سطح بین‌المللی پخش شوند به شهرت زیادی دست پیدا کردند. استیل از سال ۱۹۵۵ تا ۱۹۵۷ در انگلیس، اسکاندیناوی، استرالیا، اتحاد جماهیر شوروی و آفریقای جنوبی تور کنسرت برگزار می‌کرد که بر جهانی شدن راک تأثیر زیادی گذاشت. ترانه «گردنکشان» از «جانی اوکیف» یکی از اولین آهنگ‌های راک اند رول در استرالیا بود.
در اواخر دهه ۱۹۵۰، راک در کشورهای کمونیستی و همچنین در مناطقی مانند آمریکای جنوبی رایج بود. در اواخر دهه ۱۹۵۰ و اوایل دهه ۱۹۶۰، موسیقی بلوز آمریکایی و هنرمندان بلوز راک که با پیدایش راک اند رول در انگلیس محبوبیت زیادی پیدا کرده بودند شروع به تور رفتن در انگلیس و اروپا کرند. آهنگ پرطرفدار «کرانه‌های جزیره راک» از «لونی دونگان» که در سال ۱۹۵۵ میلادی پخش شد به همه گیر شدن روند گروه‌های راک در بریتانیا کمک بسیاری کرد. یکی از این گروه‌ها «گَریمنِ» جان لنون (بعدها به بیتلز تبدیل شد) بود.در حالی که بازار راک اند رول در ایالات متحده در استیلای سبک‌ها پاپ قرار گرفته بود، گروه‌های راک بریتانیایی در کلوب‌ها شبانه و رقص در حال گسترش صدایی جدیدی بودند که بسیار تحت تأثیر پیشگامان و پایه‌های راک اند رول مانند بلوز بود. سبک نواختن آن‌ها بسیار متفاوت با راک اند رول‌های آمریکایی بود و در ترانه‌های آنان گیتار نقش پررنگتری داشت و زمان آهنگ‌ها نیز بیشتر بود. این گروها تأثیر زیادی بر تبدیل شدن راک ان رول به موسیقی راک داشتند که در انتها نخستین تهاجم انگلیس را شکل دهد.

## خواننده‌ها
خواننده‌ها و گروه‌های موسیقی‌ای که از این سبک موسیقی استفاده می‌کنند عبارت‌اند از:
- الویس پریسلی
- بادی هالی
- بیل هالی
- چاک بری
- باب دیلان
- جونی میشل
- جیم موریسون
- پل سیمون
- نیل یانگ
- التون جان
- جانی کش
- جف بک
- کریس دی برگ